# Leichtathletik-Weltmeisterschaften 1995/400 m der Frauen

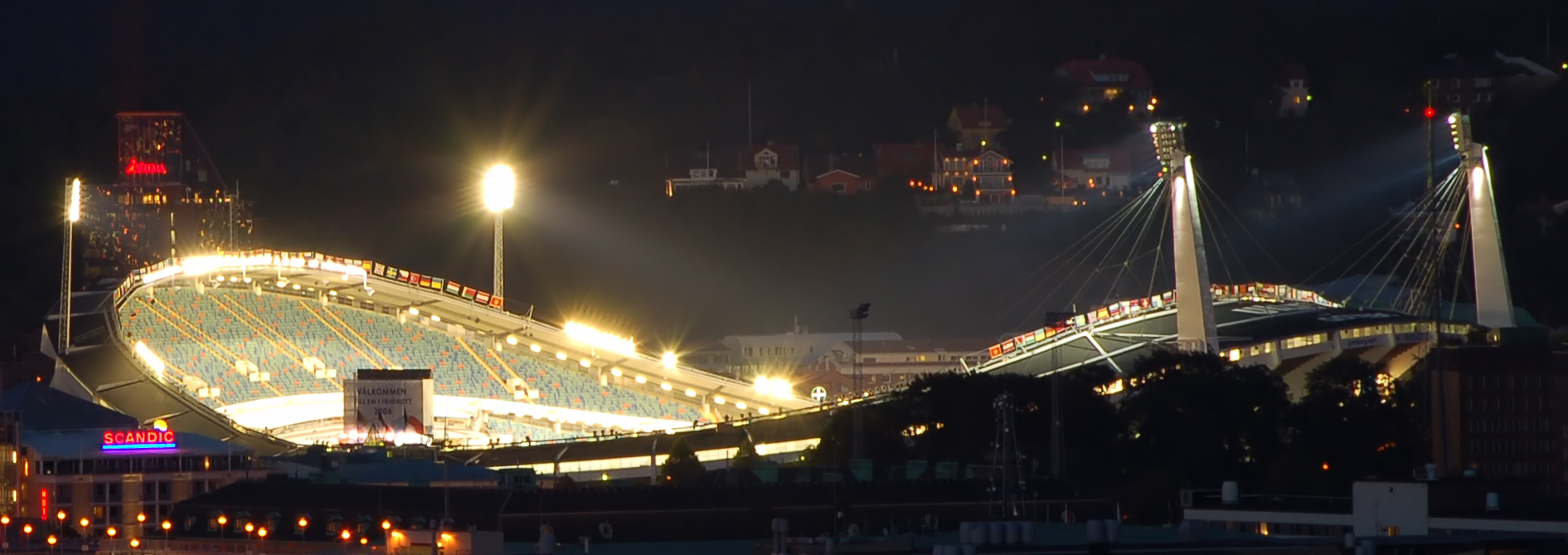
Das Göteborger Ullevi-Stadion im Jahr 2006

Der 400-Meter-Lauf der Frauen bei den Leichtathletik-Weltmeisterschaften 1995 wurde vom 5. bis 8. August 1995 im Göteborger Ullevi-Stadion ausgetragen.
Es siegte die französische Olympiasiegerin von 1992, Weltmeisterin von 1991, amtierende Europameisterin und Vizeeuropameisterin von 1990 Marie-José Pérec. Silber ging an Pauline Davis aus Bahamas. Die US-amerikanische Titelverteidigerin Jearl Miles belegte Rang drei. Sie hatte mit 4-mal-400-Meter-Staffeln ihres Landes bei Weltmeisterschaften Gold (1993) sowie Silber (1991) und bei den Olympischen Spielen 1992 Silber gewonnen.

## Bestehende Rekorde
| Weltrekord               | 47,60 s | Marita Koch           | Canberra, Australien          | 6. Oktober 1985 |
| Weltmeisterschaftsrekord | 47,99 s | Jarmila Kratochvílová | WM 1983 in Helsinki, Finnland | 10. August 1983 |

Der bestehende WM-Rekord wurde bei diesen Weltmeisterschaften um 1,29 Sekunden verfehlt. Nur Weltmeisterin Marie-José Pérec und Vizeweltmeisterin Pauline Davis blieben unter der Marke von fünfzig Sekunden.

## Vorrunde
Die Vorrunde wurde in sieben Läufen durchgeführt. Die ersten drei Athletinnen pro Lauf – hellblau unterlegt – sowie die darüber hinaus drei zeitschnellsten Läuferinnen – hellgrün unterlegt – qualifizierten sich für das Viertelfinale.

### Vorlauf 1
5. August 1995, 9:30 Uhr
| Platz | Name                | Nation            | Zeit    |
| ----- | ------------------- | ----------------- | ------- |
| 1     | Cathy Freeman       | Australien        | 51,29 s |
| 2     | Melanie Neef        | Großbritannien    | 51,39 s |
| 3     | Tatjana Tschebykina | Russland          | 51,58 s |
| 4     | Linda Kisabaka      | Deutschland       | 51,96 s |
| 5     | Idalmis Bonne       | Kuba              | 52,10 s |
| 6     | Zoila Stewart       | Costa Rica        | 53,48 s |
| 7     | Hsu Pei-Chin        | Chinesisch Taipeh | 54,93 s |

### Vorlauf 2
5. August 1995, 9:35 Uhr
| Platz | Name               | Nation              | Zeit    |
| ----- | ------------------ | ------------------- | ------- |
| 1     | Maicel Malone      | USA                 | 51,22 s |
| 2     | Julia Duporty      | Kuba                | 51,55 s |
| 3     | Olga W. Nasarowa   | Russland            | 51,55 s |
| 4     | Olabisi Afolabi    | Nigeria             | 51,79 s |
| 5     | Grace Birungi      | Uganda              | 53,92 s |
| 6     | Ngozi Mwanamwambwa | Sambia              | 53,92 s |
| 7     | Lu Xifang          | Volksrepublik China | 56,64 s |

### Vorlauf 3
5. August 1995, 9:40 Uhr
| Platz | Name              | Nation              | Zeit    |
| ----- | ----------------- | ------------------- | ------- |
| 1     | Marie-José Pérec  | Frankreich          | 51,24 s |
| 2     | Julija Sotnikowa  | Russland            | 51,39 s |
| 3     | Zhang Hengyun     | Volksrepublik China | 51,59 s |
| 4     | Uta Rohländer     | Deutschland         | 51,68 s |
| 5     | Norfalia Carabalí | Kolumbien           | 51,96 s |
| 6     | Öznur Dursun      | Türkei              | 54,21 s |
| DNS   | Kannan Solaimathi | Indien              |         |

### Vorlauf 4
5. August 1995, 9:45 Uhr
| Platz | Name             | Nation              | Zeit        |
| ----- | ---------------- | ------------------- | ----------- |
| 1     | Sandra Myers     | Spanien             | 51,18 s     |
| 2     | Pauline Davis    | Bahamas             | 51,21 s     |
| 3     | Kim Graham       | USA                 | 51,39 s     |
| 4     | Li Jing          | Volksrepublik China | 51,50 s     |
| 5     | Sandra Kuschmann | Deutschland         | 51,99 s     |
| 6     | Olga Moroz       | Ukraine             | 52,31 s     |
| 7     | Sharron Celecia  | Gibraltar           | 1:01,03 min |
| DNS   | Kate Clarke      | Liberia             |             |

### Vorlauf 5
5. August 1995, 9:50 Uhr
| Platz | Name              | Nation              | Zeit                             |
| ----- | ----------------- | ------------------- | -------------------------------- |
| 1     | Falilat Ogunkoya  | Nigeria             | 50,72 s                          |
| 2     | Jearl Miles       | USA                 | 50,94 s                          |
| 3     | Claudine Williams | Jamaika             | 51,32 s                          |
| 4     | Nancy McLeón      | Kuba                | 51,39 s                          |
| 5     | Évelyne Élien     | Frankreich          | 53,34 s                          |
| 6     | Mercy Addy        | Ghana               | 54,29 s                          |
| DSQ   | Bernice Morton    | St. Kitts und Nevis | IAAF Rule 163.3 – Bahnübertreten |

### Vorlauf 6
5. August 1995, 9:55 Uhr
| Platz | Name              | Nation     | Zeit    |
| ----- | ----------------- | ---------- | ------- |
| 1     | Sandie Richards   | Jamaika    | 51,30 s |
| 2     | Olena Rurak       | Ukraine    | 51,32 s |
| 3     | Daniela Georgiewa | Bulgarien  | 51,37 s |
| 4     | Helena Fuchsová   | Tschechien | 51,96 s |
| 5     | Lee Naylor        | Australien | 52,37 s |
| 6     | Vernetta Lesforis | St. Lucia  | 56,43 s |
| 7     | Mirna El-Laz      | Libanon    | 56,96 s |
| DNF   | Francine Landre   | Frankreich |         |

### Vorlauf 7

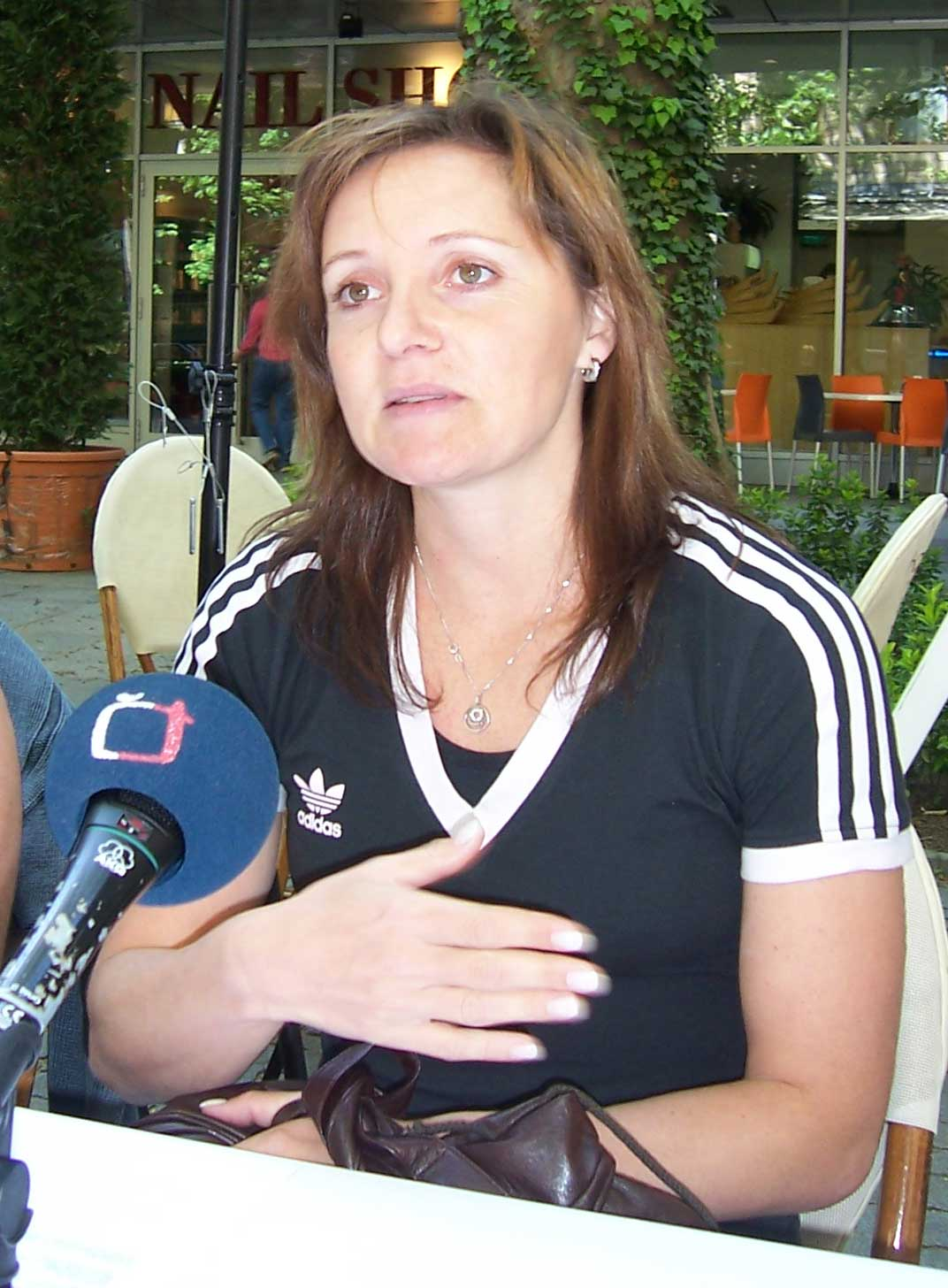
Als Vierte ihres Vorlaufs verpasste Ludmila Formanová das Halbfinale um einen Rang

5. August 1995, 10:00 Uhr
| Platz | Name                | Nation     | Zeit        |
| ----- | ------------------- | ---------- | ----------- |
| 1     | Fatima Yusuf        | Nigeria    | 50,60 s     |
| 2     | Renée Poetschka     | Australien | 51,26 s     |
| 3     | Ximena Restrepo     | Kolumbien  | 51,57 s     |
| 4     | Ludmila Formanová   | Tschechien | 52,05 s     |
| 5     | Merlene Frazer      | Jamaika    | 52,24 s     |
| 6     | Dora Kyriakou       | Zypern     | 52,81 s     |
| 7     | Mary-Estelle Kapalu | Vanuatu    | 53,92 s     |
| 8     | Bipendu Mbombo      | Zaire      | 1:01,60 min |

## Halbfinale
Aus den beiden Halbfinalläufen qualifizierten sich die jeweils ersten beiden Athletinnen – hellblau unterlegt – sowie die darüber hinaus zwei zeitschnellsten Läuferinnen – hellgrün unterlegt – für das Finale.

### Halbfinallauf 1
6. August 1995, 19:10 Uhr
| Platz | Name             | Nation              | Zeit (s) |
| ----- | ---------------- | ------------------- | -------- |
| 1     | Cathy Freeman    | Australien          | 50,49    |
| 2     | Fatima Yusuf     | Nigeria             | 50,56    |
| 3     | Sandie Richards  | Jamaika             | 50,64    |
| 4     | Melanie Neef     | Großbritannien      | 51,18    |
| 5     | Julija Sotnikowa | Russland            | 51,41    |
| 6     | Kim Graham       | USA                 | 51,77    |
| 7     | Ximena Restrepo  | Kolumbien           | 51,82    |
| 8     | Li Jing          | Volksrepublik China | 53,46    |

### Halbfinallauf 2
6. August 1995, 19:18 Uhr
| Platz | Name                | Nation     | Zeit (s) |
| ----- | ------------------- | ---------- | -------- |
| 1     | Pauline Davis       | Bahamas    | 50,43    |
| 2     | Maicel Malone       | USA        | 50,77    |
| 3     | Renée Poetschka     | Australien | 51,00    |
| 4     | Sandra Myers        | Spanien    | 51,03    |
| 5     | Nancy McLeón        | Kuba       | 51,46    |
| 6     | Daniela Georgiewa   | Bulgarien  | 51,65    |
| 7     | Tatjana Tschebykina | Russland   | 51,67    |
| 8     | Claudine Williams   | Jamaika    | 52,99    |

### Halbfinallauf 3
6. August 1995, 19:25 Uhr
| Platz | Name             | Nation              | Zeit (s) |
| ----- | ---------------- | ------------------- | -------- |
| 1     | Jearl Miles      | USA                 | 50,39    |
| 2     | Marie-José Pérec | Frankreich          | 50,42    |
| 3     | Falilat Ogunkoya | Nigeria             | 50,85    |
| 4     | Olga W. Nasarowa | Russland            | 51,83    |
| 5     | Julia Duporty    | Kuba                | 51,85    |
| 6     | Uta Rohländer    | Deutschland         | 51,99    |
| 7     | Olena Rurak      | Ukraine             | 52,01    |
| 8     | Zhang Hengyun    | Volksrepublik China | 52,59    |

## Finale

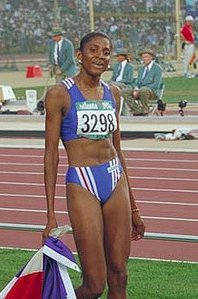
Weltmeisterin wurde mit Marie-José Pérec die Olympiasiegerin von 1992, Weltmeisterin von 1991, amtierende Europameisterin und Vizeeuropameisterin von 1990

8. August 1995, 19:30 Uhr
| Platz | Name             | Nation     | Zeit (s) |
| ----- | ---------------- | ---------- | -------- |
| 1     | Marie-José Pérec | Frankreich | 49,28    |
| 2     | Pauline Davis    | Bahamas    | 49,96    |
| 3     | Jearl Miles      | USA        | 50,00    |
| 4     | Cathy Freeman    | Australien | 50,60    |
| 5     | Fatima Yusuf     | Nigeria    | 50,70    |
| 6     | Falilat Ogunkoya | Nigeria    | 50,77    |
| 7     | Maicel Malone    | USA        | 50,99    |
| 8     | Sandie Richards  | Jamaika    | 51,13    |

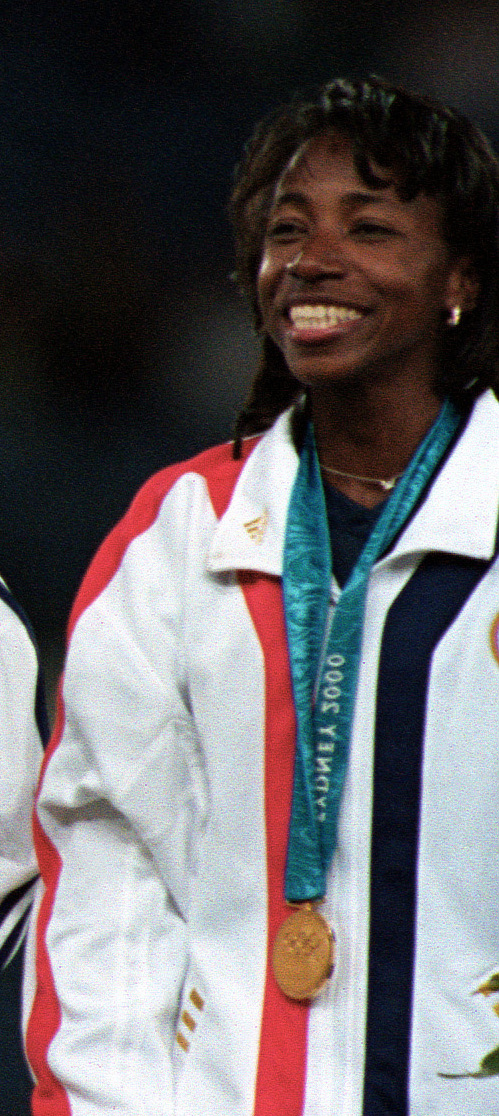
Die Titelverteidigerin Jearl Miles gewann diesmal Bronze, sie hatte mit 4-mal-400-Meter-Staffeln ihres Landes einmal Gold (WM 1993) und zweimal Silber (OS 1992 / WM 1991) gewonnen
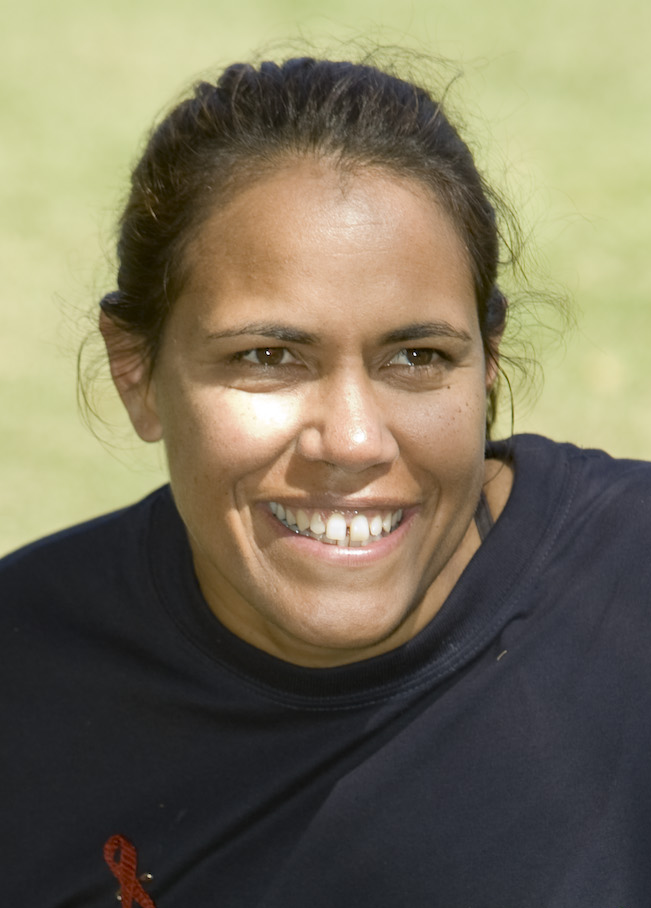
Die hier in Göteborg viertplatzierte Cathy Freeman wurde in ihrer australischen Heimat im Jahr 2000 Olympiasiegerin

## Video
- Women's 400m Final - 1995 IAAF World Athletics Championships auf youtube.com, abgerufen am 6. Juni 2020